# Rocky (jeu vidéo, 1987)
Pour les articles homonymes, voir Rocky.
Rocky est un jeu vidéo de boxe anglaise basé sur la série de films Rocky, développé et publié par Sega, et sorti en 1987 sur Master System.

## Description
Le joueur contrôle Rocky Balboa et doit affronter trois adversaires, dans l'ordre : Apollo Creed, Clubber Lang et Ivan Drago. Chaque combat est précédé d'une session d'entraînement.
Il existe aussi un mode deux joueurs, dans lequel le premier joueur contrôle Rocky et le second joueur contrôle l'un des trois adversaires sus-cités.

## Réception
Rocky a été testé en 2006 par l'Angry Video Game Nerd[source insuffisante].

## Jeux précédents
Rocky est le deuxième jeu vidéo sous licence Rocky, le premier étant Rocky Super Action Boxing, sorti en 1983 sur Colecovision.
Le jeu Rocky sorti en 1985 sur ZX81 n'est pas sous licence, et a d'ailleurs dû être renommé en Rocco au Royaume-Uni pour des raisons de droit d'auteur.